# Hemerotrecha maricopana
Hemerotrecha maricopana är en spindeldjursart som beskrevs av Muma 1989. Hemerotrecha maricopana ingår i släktet Hemerotrecha och familjen Eremobatidae. Inga underarter finns listade i Catalogue of Life.